# Tilloloy
Tilloloy (picardisch: Tieuloy) ist eine nordfranzösische Gemeinde mit 327 Einwohnern (Stand 1. Januar 2022) im Département Somme in der Region Hauts-de-France. Die Gemeinde liegt im Arrondissement Montdidier, ist Teil der Communauté de communes du Grand Roye und gehört zum Kanton Roye.

## Geographie
Die Gemeinde in der Landschaft Santerre liegt rund 6,5 km südlich von Roye an der Départementsstraße D1017 (frühere Route nationale 17) und der Départementsstraße D133. Die Autoroute A1 und die Hochgeschwindigkeitsbahnstrecke des LGV Nord begrenzen das Gemeindegebiet nach Osten gegen Beuvraignes.

## Geschichte

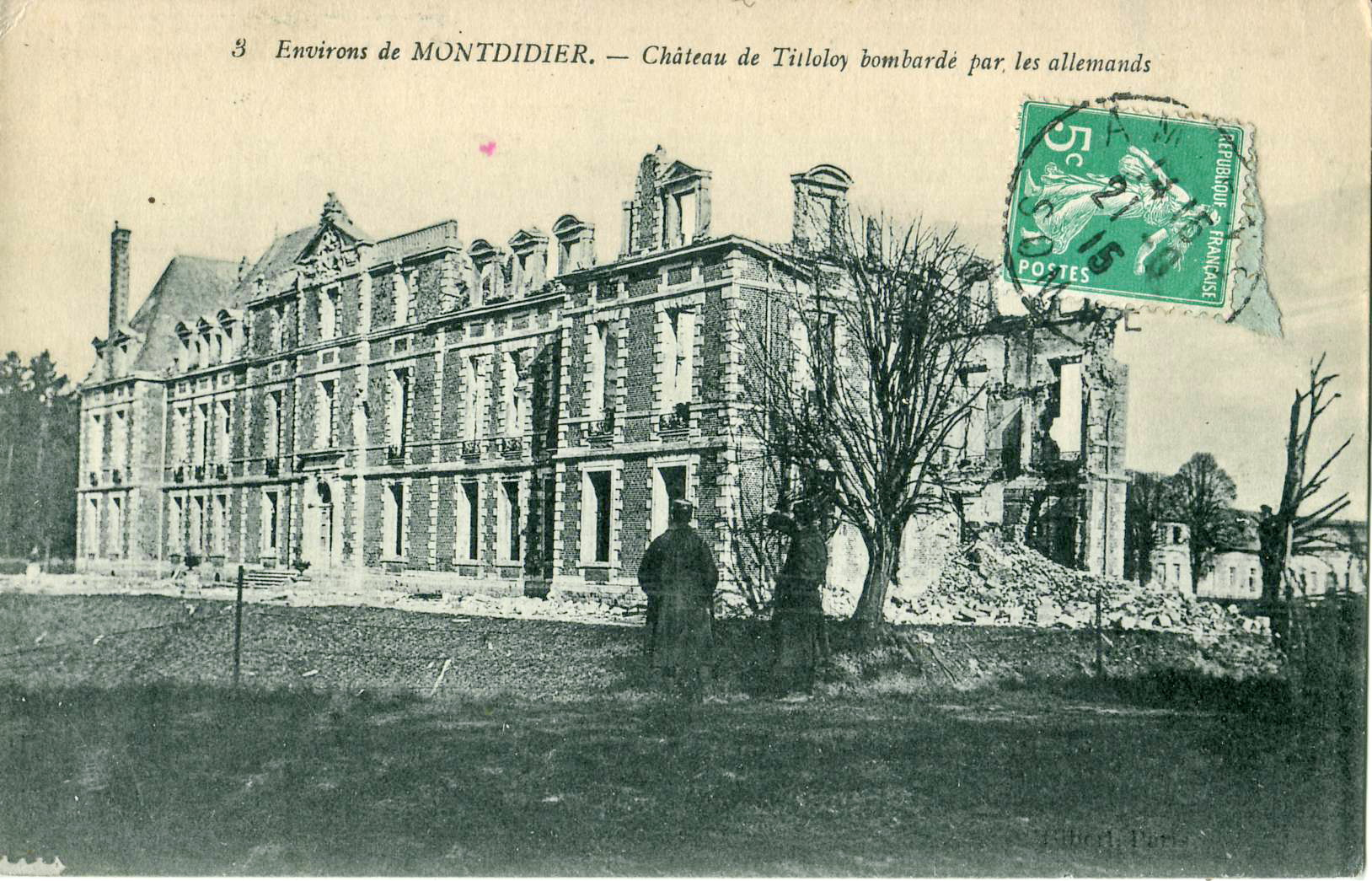
Das Schloss nach dem deutschen Bombardement 1915

Die Gemeinde erhielt als Auszeichnung das Croix de guerre 1914–1918.

## Einwohner
| 1962 | 1968 | 1975 | 1982 | 1990 | 1999 | 2006 | 2010 |
| ---- | ---- | ---- | ---- | ---- | ---- | ---- | ---- |
| 340  | 386  | 414  | 378  | 372  | 388  | 384  | 369  |

## Verwaltung
Bürgermeister (maire) ist seit 1987 Gérard Comyn.

## Sehenswürdigkeiten

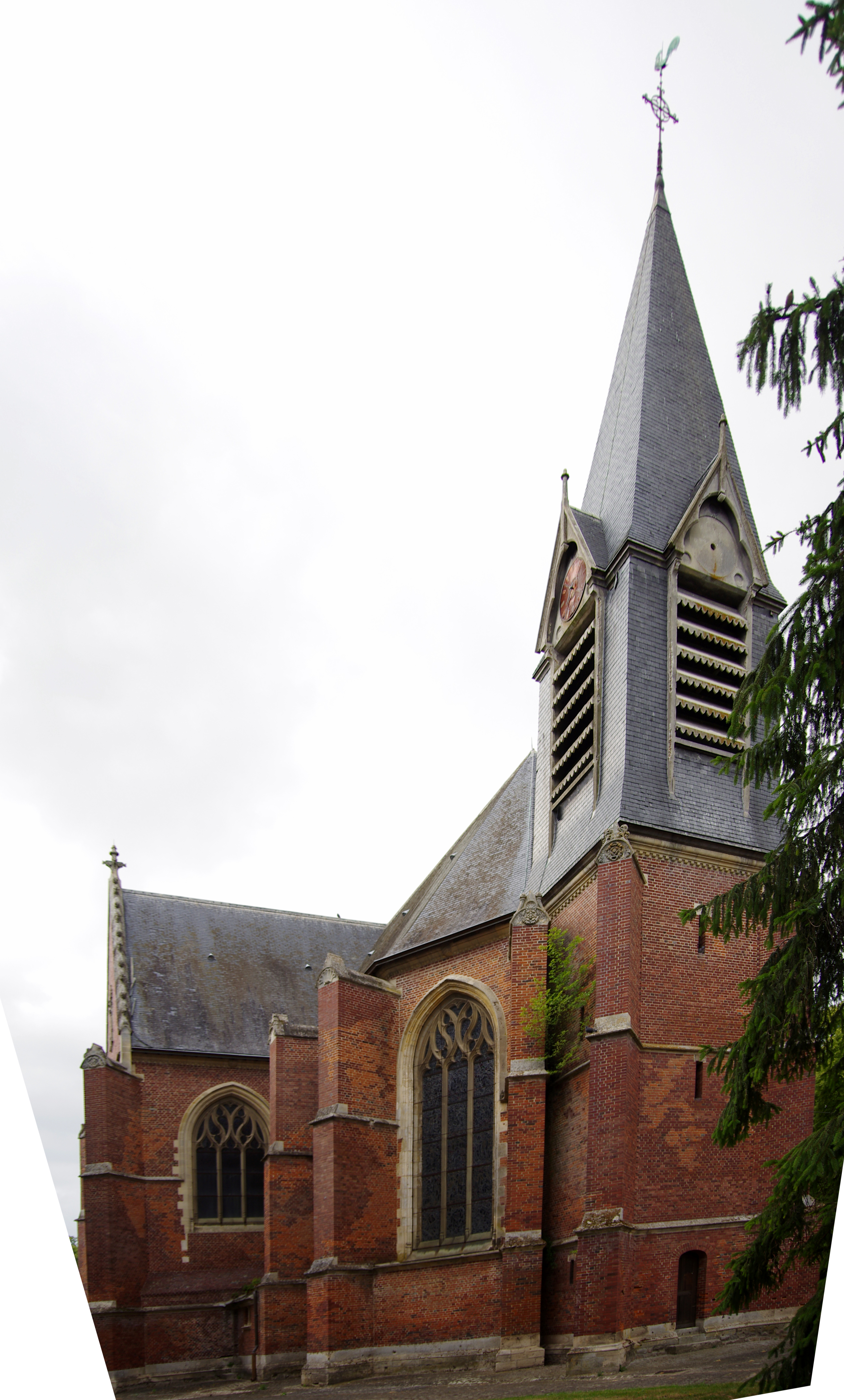
Notre-Dame de Lorette

- Die von 1530 bis 1534 erbaute Kirche Notre-Dame-de-Lorette, seit 1840 als Monument historique klassifiziert (Base Mérimée PA00116257),

- Das Schloss war Stammsitz des Antoine Maximilien de Belleforière, marquis de Soyécourt, der 1636 nach Übergabe der Festung Corbie an die Spanier wegen Hochverrats zum Tode verurteilt wurde, aber nach England entkommen konnte. Das Schloss wurde auf Befehl des Königs zerstört. Nach der Rehabilitation von de Belleforière 1643 wurde er vom König entschädigt und konnte das Schloss mit ausgedehntem Park wieder aufbauen lassen.  Es befindet sich im Besitz von Charlotte d’Andigné und wird einmal im Jahr für interessierte Besucher geöffnet.

Im Ersten Weltkrieg ausgebrannt, ist es seit 1994 als Monument historique klassifiziert (Base Mérimée PA00116284) ausgewiesen.
- Brunnen Fontaine des Filles de la Révolution.